# Championnats du monde de tir à l'arc 2025
Navigation
Édition précédente Édition suivante
Les Championnats du monde de tir à l'arc 2025 sont une compétition sportive de tir à l'arc organisée du 5 au 15 septembre 2025 à Gwangju en Corée du Sud. Il s'agit de la 53e édition des championnats du monde de tir à l'arc.
Les phases de qualifications ont lieu au centre international de tir à l'arc de Gwangju tandis que les finales auront lieu sur la place centrale de la Démocratie - 18 mai.
Les championnats du monde parasportifs ont lieu sur le même site du 22 2025 au 28 septembre 2025 (Arc classique, Arc à poulies, W1, Malvoyant).

## Résultats

### Arc classique
| Épreuves                 | Or | Argent | Bronze |
| ------------------------ | -- | ------ | ------ |
| Format individuel hommes |    |        |        |
| Format individuel femmes |    |        |        |
| Format par équipe hommes |    |        |        |
| Format par équipe femmes |    |        |        |
| Format par équipe mixte  |    |        |        |

### À poulie
| Épreuves                 | Or | Argent | Bronze |
| ------------------------ | -- | ------ | ------ |
| Format individuel hommes |    |        |        |
| Format individuel femmes |    |        |        |
| Format par équipe hommes |    |        |        |
| Format par équipe femmes |    |        |        |
| Format par équipe mixte  |    |        |        |

## Tableau des médailles
- Pays organisateur

| Rang  | Nation | Or | Argent | Bronze | Total |
| Total | Total  | -  | -      | -      | -     |
| ----- | ------ | -- | ------ | ------ | ----- |